# Horacio Castellanos Moya
Horacio Castellanos Moya (n. 21 noiembrie 1957, Tegucigalpa, Honduras) este un scriitor salvadorian.

## Opera
- La diáspora, 1988 (roman)
- ¿Qué signo es usted, niña Berta?, 1982 (nuvele)
- Perfil de prófugo, 1987 (nuvele)
- El gran masturbador, 1993 (nuvele)
- Con la congoja de la pasada tormenta, 1995 (nuvele)
- Recuento de incertidumbres: cultura y transición en El Salvador, 1995  (eseu)
- Baile con serpientes, 1996 (roman)
- El asco, Thomas Bernhard en El Salvador, 1997 (roman)
- La diabla en el espejo, 2000 (roman)
- El arma en el hombre, 2001 (roman)
- Donde no estén ustedes, 2003 (roman)
- Indolencia, 2004 (nuvele)
- Insensatez, 2004 (roman)
- Desmoronamiento, 2006 (roman)
- Tirana memoria, 2008 (roman)